# Digimon Fusion
Digimon Xros Wars (デジモンクロスウォーズ Dejimon Kurosu Wōzu?, lit. Digimon, guerras cruzadas)
(Digimon Fusion en Hispanoamérica y España) es un anime producido por Toei Animation y la sexta serie de la franquicia Digimon, contando con tres temporadas.
Bandai confirmó un nuevo anime anunciado en la revista V Jump, estrenado el 6 de julio de 2010 por TV Asahi dirigida por Tetsuya Endo. La animación emplea un diseño como el de las primeras series de Digimon y su protagonista es un joven llamado Mikey (Taiki) Kudo y su Digimon Shoutmon, quienes tendrán que salvar al Mundo Digital. En lugar de las digievoluciones, utilizarán un método de fusión llamado DigiXros. En EE. UU. se estrenó en Nickelodeon (Nicktoons) el 7 de septiembre de 2013. En Latinoamérica se estrenó en Cartoon Network el 1 de mayo de 2014. Y en España se estrenó el 26 de marzo de 2014 en Clan. La temporada sucesora es Digimon Universe.

## Sinopsis
Hay otro mundo más allá del nuestro. Un Mundo Digital donde poderosas criaturas conocidas como Digimon batallan por la supremacía, pero su destino está en riesgo por las fuerzas del mal y los Digimon necesitan ayuda. Un joven llamado Mikey es transportado allí junto con sus dos amigos. Los niños conocen a Shoutmon y sus formidables pero estrafalarios compañeros Digimon. Shoutmon anhela ser el benevolente “Rey de los Digimon” y les pide ayuda para alcanzar su meta. Mikey accede a ayudar, iniciando una aventura épica y participar en duelos extraordinarios como nada visto antes. Ahora, el destino del mundo digital está en las manos del joven líder y sus amigos.

## Personajes
| Personaje                                      | Actor de doblaje | Digimon                       | Actor de doblaje                 |
| ---------------------------------------------- | --- | ----------------------------- | -------------------------------- |
|                                                | |                               |                                  |
| Mikey Kudo (工藤タイキ Taiki Kudō?)            | Minami Takayama | Shoutmon                      | Chika Sakamoto                   |
| Mikey Kudo (工藤タイキ Taiki Kudō?)            | Es el protagonista y el General de Guerreros Fusión, quien porta sus antiparras así como sus predecesores digielegidos. Aunque es muy amable y atlético, es también un genio estratega, aunque no se jacte de ello. Lidera a Fusion Heart para luchar contra el Imperio Bagra, quienes buscan dominar el mundo. Es dueño del Cargador Fusión rojo, y elegido por el legendario guerrero Omnimon quien estaba buscando a un muchacho que pudiese escuchar la melodía de los Digimon, además de tener un valor y fuerza inquebrantable haciendo que Mikey sea el enemigo más temido de todo el ejército Bagra y del mismo Lord Bagra. Su lema es "Hottokenai!" (¡No te daré la espalda!) - Shoutmon (シャウトモン Shoutmon?) Es el compañero Digimon de Mikey y líder del Equipo Fusión. Es un pequeño dragón cibernético muy enérgico y valiente. Quiere convertirse en rey del Digimundo para así poder proteger a todos sin imponer la violencia sino que todos los Digimon puedan entenderse y vivir pacíficamente. En el Anime es el heredero del legendario Omnimon y en el manga su reencarnación, además de revelar su digievolucion, OmniShoutmon. |                               |                                  |
|                                                | |                               |                                  |
| Christopher Aonuma (蒼沼キリハ Kiriha Aonuma?) | Takeshi Kusao | Greymon y MailBirdramon       | Takeshi Kusao y Daisuke Kishio   |
| Christopher Aonuma (蒼沼キリハ Kiriha Aonuma?) | Es un chico rubio, algo rudo y solitario que pelea utilizando como compañero a su Greymon. El general de Llamarada Azul (Blue Flare). Busca ser el más poderoso a toda costa. Elimina a sus enemigos crudamente y quiere ser el más fuerte. Su trasfondo familiar es la razón por la cual dejó de creer en la amistad. Deckerdramon señala que él es quien tiene el mayor amor de entre los tres generales. Puede hacer evolucionar a su Digimon en ZekeGreymon. |                               |                                  |
|                                                | |                               |                                  |
| Nene Amano (天野ネネ Nene Amano?)              | Hōko Kuwashima | Sparrowmon Mervamon           | Ryōko Shiraishi y Kokoro Kikuchi |
| Nene Amano (天野ネネ Nene Amano?)              | Una chica misteriosa y analítica que ayuda a Mikey, es muy fuerte y viaja en el Mundo Digital en busca de su hermano Ewan (su hermana Kotone en el manga), y hará lo que sea por encontrarlo. Antes fue la General de Medianoche (Twilight) que obedecía las órdenes de AxeKnightmon pero este la traicionó y ella se unió a Equipo Fusión Heart ayudando a Mikey y a los demás. Antes poseía un Cargador Fusión negro pero luego cambia a color lavanda demostrando que perdió esa frialdad que tenía antes y aprendió a confiar más en sus nuevos amigos. Puede hacer la DigiFusión de JetMervamon. |                               |                                  |
|                                                | |                               |                                  |
| Angie Hinomoto (陽ノ本アカリ Akari Hinomoto?)  | Hōko Kuwashima | Dorulumon (manga y Hunters)   | Takahiro Sakurai                 |
| Angie Hinomoto (陽ノ本アカリ Akari Hinomoto?)  | Amiga de la infancia de Mikey quien es un año menor y está enamorada de él. Actúa como su hermana mayor y le da mucho apoyo, llamándose a sí misma su "representante". Tiene un vínculo especial con Cutemon, y consigue evolucionar a Dorulumon en el manga. |                               |                                  |
|                                                | |                               |                                  |
| Jeremy Tsurugi (剣ゼンジロウ Zenjirō Tsurugi?) | Daisuke Kishio | Ballistamon (manga y Hunters) | Takeshi Kusao                    |
| Jeremy Tsurugi (剣ゼンジロウ Zenjirō Tsurugi?) | Un chico practicante de kendo, se autoproclamó el "eterno rival" de Mikey, después de ser vencido por él en un torneo de kendo. Utiliza la Espada Estrellada y en más de una ocasión a reemplazado a Mikey como "líder temporal" del Equipo Fusión. Consigue evolucionar a Ballistamon en el manga. |                               |                                  |
|                                                | |                               |                                  |
| Ewan Amano (天野ユウ Yuu Amano?)               | Kanae Oki | Damemon                       | Masami Kikuchi                   |
| Ewan Amano (天野ユウ Yuu Amano?)               | Es el hermano menor de Nene quien era rehén de AxeKnightmon. En realidad, Ewan es un miembro voluntario del Equipo Medianoche y su verdadero General, habiendo usado el Cargador Fusión negro de Nene y luego recibe el Cargador Oscuro de AxeKnightmon para asumir su lugar en el Ejército Bagra como el líder del Equipo Medianoche. Su actitud se debe a que creía que se encontraba en un juego y que el Digimundo no era "real". |                               |                                  |

## DigiXros y Otras Formas
Las DigiXros no poseen nivel definido pero sí se les ha otorgado una clase específica.

### Equipo Fusión (Xros Heart)
Su núcleo base y protagonista es Shoutmon con diferentes habilidades, poderes y cualidades según los compañeros que lo acompañan.
- Shoutmon (base)
  - Shoutmon Cañón Taladro / Dorulu Cannon (+ Dorulumon)
  - Shoutmon Gorrión Super Sónico /Jet Sparrow (+ Sparrowmon)
  - Shoutmon Espada Sol / Espada Estrellada (+ Starmon y Pickmon)
  - Shoutmon SH/ Star Wheel (+ Starmon y Pickmon) (manga)
  - Shoutmon + Digi-slingshot (+ Pickmon)
- Shoutmon X2; Shoutmon X2+ (+ Ballistamon)
- Shoutmon X3 (X2 + Dorulumon)
- Shoutmon X4 (X3 + Starmon y Pickmon)
  - Shoutmon X4B (X4 + Beelzemon)
  - Shoutmon X4K (X4 + Knightmon y Pawnchessmon)
  - Shoutmon X4S (X4 + Spardamon)
- Shoutmon X5 (X4 + Sparrowmon)
  - Shoutmon X5B (X5 + Beelzemon)
  - Shoutmon X5S (X5 + Spardamon) (Videojuego)

Entre otros personajes, se presentan las siguientes fusiones:
- Ballistamon
  - Ballistamon Mush Cottage; Ballistamon Sextet Launcher (manga); BalliBeastmon
- Beelzemon
  - Beelzemon + Starmon
  - Beelzemon + Deputymon
- Dorulumon
  - Dorulumon (Starmons)
  - Cañón Taladro (c/ Shoutmon)

### Destello Azul
El Digimon principal de Christopher es Greymon, quien suele aparecer como MetalGreymon.
- Greymon
  - Metal Greymon (+ MailBirdramon)
    - Metal Greymon + CyberDramon
    - DeckerGreymon; RampageGreymon (manga)
- MailBirdramon
  - MailBirdramon + Golemon
- Deckerdramon
  - Deckerdramon Modo Flotar
- Dracomon
  - Cyberdracomon

### Equipo Unido Fusión
Cuando Mikey, Christopher y Nene se unen, crean la Doble Xros y la Great Xros además de usar las digievoluciones, consiguiendo obtener poderes antes inalcanzables, siendo su principal núcleo Shoutmon. 
- Shoutmon 
  - OmegaShoutmon 
    - Shoutmon DX (+ ZekeGreymon -Evolución de MetalGreymon - ) 
      - Shoutmon EX6 (DX + AtlurBallistamon, JagerDorulumon y RaptorSparrowmon)
      - Shoutmon X7 (DX + Ballistamon, Dorulumon, Starmon, Pickmon y Sparrowmon) 
        - Shoutmon X7 Superior (X7 + Digimon del Digimundo)

    - Shoutmon X6 (+ Ballistamon, Dorulumon, Starmon y Pickmon)

Nota: Shoutmon X6 y EX6 solo aparecen en el manga)

#### Evoluciones y DigiXros
Además de OmniShoutmon y ZekeGreymon, quienes no poseen nivel pero son de clase "Ultra" (Perfecto), se encuentran en el manga las evoluciones de Atlur Ballistamon, Jäger Dorulumon y Raptor Sparrowmon. ShootingStarmon es la evolución ADN de Starmon (2010) con los Pickmons.
| General            | Digimon             | Evolución                | Digimon de Apoyo                                    | DigiXros más poderosa                                              | Técnica especial |
| ------------------ | ------------------- | ------------------------ | --------------------------------------------------- | ------------------------------------------------------------------ | --- |
| Mikey Kudo         | Shoutmon            | OmniShoutmon             | Ballistamon Dorulumon Starmons Beelzemon Sparrowmon | Shoutmon X5B Shoutmon DX Shoutmon X7                               | * Oleada Explosiva / Victoria 5B * Taladro de perdición / Omnifusión del núcleo * Victoria completa / Brave Beat Rock Doble Fusión * Siete Victorias / Rocker Ardiente Fusión |
| Christopher Aonuma | Greymon             | ZekeGreymon              | MailBirdramon Deckerdramon                          | DeckerGreymon Shoutmon DX Shoutmon X7                              | * Lluvia de fuego / Lanzador de plasma Cocodrilo * Flama Zeke / Ataque daga * Victoria completa y Brave Beat Rock Doble Fusión * Siete Victorias / Rocker Ardiente Fusión     |
| Nene Amano         | Sparrowmon Mervamon | ---                      | Shoutmon X4                                         | JetMervamon Shoutmon X5 Shoutmon X7                                | * Agarre de Raptor; Carga de bloqueo * Tiro Doble Corazón * Ataque Agitador de Tierra / Impacto de Meteoro * Siete Victorias / Rocker Ardiente Fusión                         |
| Ewan Amano         | Damemon             | Tuwarmon                 | AxeKnightmon Axemon                                 | Tuwarmon Despiadado Tuwarmon Despiadado Modo Bestia Muso Knightmon | * Guadaña giratoria / Baile de Mantis Loca * Tormenta de Misiles / Lluvia de fuego máximo * Onda de destrucción                                                               |
| Angie Hinomoto     | Dorulumon           | JägerDorulumon (Manga)   | ---                                                 | Shoutmon X7                                                        | * Espiral Blanca; Uña Negra * Siete Victorias / Rocker Ardiente Fusión |
| Jeremy Tsurugi     | Ballistamon         | AtlurBallistamon (Manga) | ---                                                 | Shoutmon X7                                                        | * Grieta de plasma; Búnker de Cohete * Siete Victorias / Rocker Ardiente Fusión                                                                                               |

Además, tanto Mikey, Christopher, Nene e Ewan al pelear en equipo pueden realizar otras Xros:
- Shoutmon X7 (Gran Fusión) (Mikey, Christopher y Nene)
- Shoutmon X7F Modo Superior (Xros Final) (Mikey, Christopher, Ewan y Nene)
- G-Cutemon (solo Mikey)
- Monitamon Alta Visión (Mikey o Nene)
- Mervamon Escaneo de mentes (solo Nene)
- Golem Jiji ChibiTortomon (solo Ewan)
- Knightmon Modo Espada Astuta (solo Ewan)
- PawnGaossmon (solo Ewan)
- Deputymon + Cañón Taladro + Digi-Slingshot (solo Mikey)

### Ejército Bagra y Medianoche
Ambos ejércitos están liderados por Lord Bagra y AxeKnightmon respectivamente. AxeKnightmon obtuvo la capacidad de crear Cargadores fusión tras manipular a Nene Amano para utilizar el Cargador Oscuro con Ewan Amano. Cabe aclarar que Ewan crea la DigiFusión de AxeKnightmon con el Cargador Fusión que se le daría a Nene.

#### DigiXros Forzada
Digi Xros que consiste en obligar a los Digimon a incorporarse al digimon seleccionado incluso en contra de su voluntad a través del Cargador de Oscuridad creado por AxeKnightmon (compuesto en el manga por tres Códigos Fusión). Posee ciertos inconvenientes dado que la DigiXros opone resistencia e incluso el Digimon núcleo podría ir perdiendo la razón o la voluntad.
- DigiFusión de Nene (manga)
  - Shademon (Nene) y Luminamon (Nene)
  - Moon-Millieniummon
- SkullKnightmon (Base)
  - SkullKnightmon Gran Hacha Poderosa y Modo Caballero
- Tuwarmon
  - Tuwarmon Despiadado; Tuwarmon Despiadado Modo Bestia
- AxeKnightmon
  - AxeKnightmon Modo Super
  - Musou Knightmon (+ Tuwarmon)
  - Zeed Millenniumon AxeKnightmon (Milleniummon, Duskmon, Gulfmon, Blastmon, Laylamon) (manga)
  - AxeKnightmon Oscuro (c/ Bagramon)
- Lord Bagra
  - Bagramon MegaOscuridad (c/ AxeKnightmon)
- Laylamon
  - Laylamon Combinada
  - Laylamon Bestia malvada

#### Los Siete Generales
- Dorbickmon
  - Dorbickmon Modo Oscuridad 1 y Flarerizamon
  - Dorbickmon Modo Oscuridad 2
- NeoMyotismon
  - NeoMyotismon Modo Oscuridad 1
  - NeoMyotismon Modo Oscuridad 2
- Zamielmon
  - Subordinados: GrandisKuwagamon Modo Honeybee e Ignitemon
- Splashmon
  - Splashmon Modo Oscuridad 1
  - Splashmon Modo Oscuridad 2
- Olegmon
- Gravimon
  - Gravimon Modo Oscuridad
- Apollomon Susurro
  - Apollomon Susurro Modo Oscuridad
  - Subordinado: Sethmon Modo Salvaje
- Grand Generamon
  - Grand Generamon (Incompleto)

## El Digimundo (Xros Wars)

### Las DigiZonas y el Código Corona
El Mundo Digital se dividió en varias zonas, cada una con diferentes características y diferentes clases de Digimon. Lord Bagra y Wisemon confirman que existen 108 zonas y para el episodio 22 de la serie, se peleaban por las 18 zonas faltantes. Posteriormente Mikey obtiene una gran cantidad de ellas al derrotar a Blastmon. Originalmente el Mundo Digital era una sola zona y contaba con un único Código Corona y cada partícula del código original ahora es el núcleo de cada región. Para viajar entre cada zona de manera inmediata, se requiere de un Cargador Fusión. No obstante, el Imperio Bagra y Medianoche tienen la habilidad de viajar entre dimensiones, al igual que Beelzemon sin un Cargador Fusión (los Digimon no pueden mantener sus datos funcionando si permanecen mucho tiempo fuera del espacio entre dimensiones). Aquel que obtenga los Códigos Corona podrá restablecer y regir el Mundo Digital a su mejor parecer, sea para crear un mundo ideal e igualitario (Shoutmon y Mikey), sea un mundo donde gobierne el más fuerte (Christopher), sea uno donde rija el régimen del terror (Lord Bagra).
Las zonas conocidas son (en orden de aparición):
- Zona Césped. Líder: Leomon / MadLeomon y Jijimon
- Zona Isla. Líder: Neptunemon
- Zona Magma. Líder: Volcanomon Antiguo
- Zona Lago. Líder: Beastmon
- Zona Arena. Guardián: Pharaohmon
- Zona Cielo. Presidente: SlushAngemon
- Zona Bosque. Guardián: DeckerDramon y Stingmon
- Zona Polvo. Sin líder
- Zona Shinobi. Guardián: Karatenmon y Babamon
- Zona Disco. Líder: Mercurymon
- Zona Dulce. Líder: Matardormon
- Zona Espada. Líder: Grademon
- Zona Oro. Líder: Olegmon

Exclusivas del Manga
- Zona Corredor, Zona Nieve, Zona Estadio, Zona Río, Zona Lluvia, Zona Dulce, Zona Industrial, Zona Bambú, Zona Niebla, Zona Estudio, Mundo Humano (considerada una zona), Zona Coliseo y finalmente Zona Júpiter (Castillo de Lord Bagra).

### Los 7 Reinos y la Fortaleza Pandemonia
En el episodio 29, Lord Bagra logra por fin apoderarse de los Códigos Corona, recreando el Digimundo a su voluntad, dividiéndolo en Siete Reinos, cada uno gobernado por un General de la Muerte. Para hacerse con el control de una Tierra, los Guerreros Fusión deberán derrotar a cada uno de ellos y así finalmente llegar al Pandemonio de Bagra.
- Tierra Dragón: Gobernante: Dorbickmon
- Tierra Vampiro: Gobernante: NeoMyotismon
- Tierra Miel: Gobernante: Zamielmon
- Tierra Ciber: Gobernante: Splashmon
- Tierra Oro: Gobernante: Olegmon
- Tierra Cañón: Gobernante: Gravimon
- Tierra Brillo: Gobernante: Apollomon Susurro
  - Inframundo Digital: Zona siniestra bajo Tierra Brillo
- Fortaleza Pandemonia de Bagra: Sede de Lord Bagra
- Tierra Prisión: Prisión donde Mikey se enfrenta a los 7 Generales.

## Artefactos

### Cargadores Fusión y Squawkers
Cargadores Fusión: Son dispositivos que habilitan el poder de la DigiXros para fusionar a dos o más Digimon. También activa los poderes de las DigiMemorias y permite a su portador reclamar la posesión de una Zona específica cuando se inserta el Código Corona así como abrir portales y utilizar fragmentos del mismo. Luego por el poder de los sentimientos adquiere el poder de la Digievolución.
Squawkers: Son pulseras de tipo Comlink creados por Ballistamon en su interior y utilizados por los Guerreros Fusión y sus aliados.

### DigiMemorias
También llamadas Digitarjetas, las utilizan los Generales con los datos de una orden de valientes Digimon legendarios quienes se sacrificaron para proteger al Mundo Digital y se esparcieron por todas las zonas excepto por el líder Omnimon quien le brindó su Cargador Fusión a Mikey en el mundo humano. Cada DigiMemoria solo puede usarse una sola vez, pero se "recarga" cuando su portador viaja a otra zona. Las DigiMemorias vistas fueron las que poseía Mikey Kudo, indicadas a continuación:
| Digimon        | Técnica especial          | Nombre japonés                                   | Descripción                                                                                               |
| -------------- | ------------------------- | ------------------------------------------------ | --- |
| Leviamon       | Choque de Corazas         | Rostrum (ロストルム?)                            | Destruyendo todo con sus mandíbulas gigantescas o lanza un chorro de agua desde su boca.                  |
| MarineAngemon  | Tormenta Perfecta         | Ocean Love (オーシャンラブ?)                     | Lanza burbujas en forma de corazón para dañar a sus enemigos o restarles su ímpetu de pelea.              |
| Agumon         | Triple Flama Bebé         | Triple Baby Flame (トリプルベビーフレイム?)      | Lanza tres bolas de fuego muy rápido y hiere al enemigo.                                                  |
| Garurumon      | Aullido Explosivo         | Fox Fire (フォックスファイアー?)                 | Dispara una gran ráfaga de fuego azul a una alta temperatura.                                             |
| MagnaAngemon   | Gran puerta dorada        | Heaven's Gate (ヘブンズゲート?)                  | MagnaAngemon crea un gran portal que aspira en los datos de los Digimon enemigos.                         |
| Guilmon        | Terremulador              | Rock n' Roll Breaker (ロックンロールブレイカー?) | Utiliza sus robustas garras que pueden romper incluso rocas en pedazos.                                   |
| Patamon        | Bláster de Briza          | Air Gust (エアショット?)                         | Inhala y arroja gran cantidad de aire o soplido contra su oponente.                                       |
| MetalGarurumon | Aliento Congelante        | Cocytus Breath (コキュートスブレス?)             | Arroja un aire frío en el cero absoluto que congela todo y detiene las funciones vitales del oponente.    |
| Darkdramon     | Láseres de luz            | Gigastick Lance (ギガスティックランス?)          | Utiliza su lanza en el combate cuerpo a cuerpo para acabar con sus enemigos.                              |
| Impmon         | Pilares de Fuego          | Pillar of Fire (ピラー・オブ・ファイアー?)       | Crea un muro de fuego.                                                                                    |
| Veemon         | Cabezazo de Veemon        | V-mon Head (ブイモンヘッド?)                     | Embiste a su oponente y salta para golpearlo con un fuerte cabezazo.                                      |
| Gatomon        | Furia garra de gato       | Neko Scratch (ネコスクラッチ?)                   | Este pequeño gato empieza a rasguñar a su oponente dejándolo gravemente herido.                           |
| Omnimon        | Disparo Omni              | Grey Sword (グレイソード?)                       | Desenfunda su espada cargándola de energía para hacer un poderoso corte u onda de choque a su adversario. |
| Examon         | Puerta de Avalon          | Avalon's Gate (アヴァロンズゲート?)              | Apuñala a su enemigo con su lanza Ambrosius.                                                              |
| WarGreymon     | Terra Force Fuerza de Gea | Gaia Force (ガイアフォース?)                     | Reúne energía en sus manos formando una gran esfera de energía que lanza hacia sus oponentes.             |

- Curiosamente en el Anime apareció una digimemoria de DORUmon, cuyo ataque el Cañón Metal, el cual no apareció luego que las Digimemorias fueran revividas.

## Adaptaciones a otros medios

### Manga
En la revista V Jump se publicó un manga basado en el Anime, su primer capítulo siendo publicado en el número del 21 de junio de 2010. Aunque el manga comenzó de forma similar al anime, e incluso gran parte de los personajes principales son los mismos del anime, la historia varía demasiado, con un tono más adulto y serio comparado con el anime. Aunque el autor hace varias referencias a otras series de la franquicia, el anime Digimon Adventure y el manga Digimon V-Tamer son fuertes influencias para este manga, e incluso el autor usa personajes de esas series en el manga (Zeromaru el UlforceVeedramon y el Gatomon de Kari y su amigo Wizardmon, quien ha sido resucitado de alguna forma). La historia ocurre en un universo paralelo al del anime, donde también se está luchando una guerra civil para decidir quien se hará el nuevo gobernante del Mundo Digital. 

#### Diferencias con el Anime
Aunque la historia comienza igual y eventualmente el argumento va cambiando, dándole prominencia a la historia de AxeKnightmon y al plan de Lord Bagra, que consiste en revivir a Zeed Millenniumon, un poderoso Digimon que reinó el Mundo Digital prehistórico, y usarlo para destruirlo todo. En el capítulo 10, Mikey y los demás retornan brevemente al mundo humano. Allí se encontraran con UlforceVeedramon quien le contará a Mikey acerca de los planes de Bagramon. Con este nuevo conocimiento, Mikey une fuerzas con Christopher, para ir a atacar el castillo de Lord Bagra, y poner fin a la tragedia del Mundo Digital. En esta historia, Angie y Jeremy también obtienen en los combates finales sus Cargadores Fusión y sus compañeros Digimon serían Dorulumon y Ballistamon, respectivamente. Una de las principales diferencias con el anime, es que el personaje de Ewan Amano fue reemplazado por el de Kotone Amano, quien es la única familiar de Nene en el manga y es ella el General del Cargador Fusión y su compañero Digimon es Sparrowmon. Los cinco jóvenes consiguen hacer evolucionar a sus Digimon: OmniShoutmon, ZekeGreymon, Atlur Ballistamon, Jager Dorulumon y RaptorSparrowmon, pudiendo obtener la EvolutionXros con Shoutmon EX6, además de las otras DigiXros conocidas. Además, la saga de los Siete Reinos y la saga de los Hunters no existen en el manga, Bagramon no es el villano definitivo sino ZeedMillenniummon. El manga tuvo 21 capítulos, 2 capítulos especiales y un capítulo especial exclusivo en formato WEBcomic, y fue recopilado en 4 tomos.

### Series animadas de Televisión
Digimon Xros Wars "Hunters": En agosto de 2011, V-Jump anuncia esta secuela como "Los jóvenes cazadores que saltaron a través del tiempo". Como secuela directa de Xros Wars, se alargó la serie con 25 capítulos más de octubre de 2011 a marzo de 2012. Esta continuidad no forma parte del manga ni de los juegos. Un nuevo protagonista y admirador de Mikey, llamado Tagiru Akashi y su Digimon Gumdramon embarcarán nuevas aventuras en el lugar llamado Digiquartz. Con él, estarán Mikey, Shoutmon Rey y un crecido Ewan, ahora todos pudiendo utilizar las Digievoluciones.

### Videojuegos
En total, salieron tres videojuegos exclusivos en Japón y uno donde aparecen los personajes protagonistas como invitados. 

#### Digimon Xros Wars: Super Digica Taisen
Con la salida del anime, éste fue un juego de arcade compatible con cartas solo disponible en Japón. El propósito era armar tu propio ejército Digimon mediante los Generales de Digimon Fusión (Guerreros Fusión, Llamarada Azul, Medianoche o Ejército Bagra) y de las anteriores generaciones (Tai, Matt y Sora de Adventure; Davis y Kari de Zero Two; Takato de Tamers; Takuya de Frontier; y Marcus, Thomas y Yoshi de Savers). 

#### Digimon Story: Super Xros Wars Blue y Super Xros Wars Red
Para la Nintendo DS salió un juego basado en la saga de juegos Digimon World DS (Digimon Story en Japón) pero enfocados a Xros Wars dividido en dos versiones diferentes entre sí (Azul y Rojo).
Digimon Story: Super Xros Wars Blue y Digimon Story: Super Xros Wars Red son un spin-off de la historia del anime, ubicados antes del capítulo 30. En estos juegos, el Xros Heart debe ayudar a un amnésico Spadamon a salvar el Digimundo de Barbamon, quien quiere resucitar a un antiguo y poderoso Digimon para hacerse con el control de todas las zonas. Dependiendo del juego que haya elegido, otro equipo aparecerá como rival en el juego: si se juega la versión Blue, el equipo rival será el Llamarada Azul, pero si se juega la versión Red, el equipo rival será el Medianoche. Además de las DigiXroses normales del anime, el jugador puede conseguir una especial entre Spadamon y Shoutmon X5 llamada Shoutmon X5S, además de optar por obtener las Dream DigiXros, que consisten en hacer DigiFusion a los Digimon principales de cada equipo. Entre las Dream DigiXros tenemos exclusivas dependiendo la versión del juego, si tu aliado es el Llamarada Azul obtendrías a  Shoutmon X3GM,  si es Medianoche obtendrás a Shoutmon X3SD, y una especial indistinta a la versión (GreyKnightsmon).

#### Digimon Adventure PSP
Mikey con su traje de la primera temporada de Digimon Fusion y Shoutmon con su evolución OmniShoutmon aparecen para una misión especial donde conocen a los héroes de las anteriores generaciones de Digimon.

## Doblaje
Digimon Fusion es el primer anime de Digimon doblado al español desde la versión estadounidense, por lo que es notorio un estilo estadounidense de la serie, en el que se incluyen nombres ingleses, censura y cambios en la banda sonora, a diferencia de Digimon Adventure, Tamers, Frontier y Data Squad que sí fueron doblados desde su versión original y también en no ser emitida ni localizada por Disney.

### Doblaje de Hispanoamérica
La versión hispanoamericana fue estrenada el 1 de mayo del 2014. 
- Bruno Coronel - Mikey Kudo
- Carlo Vázquez - Shoutmon
- Arturo Castañeda - Christopher Aonuma
- Jocelyn Robles - Nene Amano
- Susana Moreno - Angie Hinomoto
- Javier Olguin - Jeremy Tsurgi
- Iván Bastidas - Ewan Amano
- Julio Bernal - Ballistamon
- Alfredo Gabriel Basurto - Dorulumon
- Monserrat Aguilar - Cutemon
- Héctor Moreno - Greymon / MetalGreymon / ZekeGreymon
- Enrique Cervantes - Deckerdramon
- Ricardo Méndez - Reapmon / Beelzemon
- Andrea Arruti - Sparrowmon
- Lourdes Arruti - Mervamon
- Pedro D'Aguillón Jr. - Jijimon
- Arturo Mercado Jr. - Starmon
- Marc Winslow - Dracomon
- Blas García - Omnimon
- Víctor Covarrubias - AxeKnightmon
- Miguel Ángel Ruiz - Tuwarmon / Damemon
- Carla Castañeda - Laylamon
- Alfonso Obregón - Tactimon
- Carlos Segundo - Apollomon / Apollomon Susurro
- Jesse Conde - Olegmon
- Salvador Reyes - MadLeomon

Créditos Técnicos:
- Estudio de Doblaje: Dubbing House. Coyoacán, México
- Dirección de Doblaje: Ricardo Méndez
- Traducción: Francisco Rocha

### Doblaje de España
- Pablo Tribaldos - Mikey Kudo
- David Hernán - Shoutmon
- Rodri Martín - Christopher Aonuma
- Eva Lorenzo - Nene Amano
- Isacha Mengíbar - Angie Hinomoto
- Alex Saudinós - Jeremy Tsurgi
- Jesús Alberto Pinillos - Ballistamon
- Jordi Estupiñá - Starmon
- Pilar Coronado - Pickmon / Monitamon
- Juan d'Ors - Jijimon
- Roberto Cuenca Rodríguez JR - MadLeomon
- Jesús Barreda - Tactimon / Divermon
- Rafael Azcárraga - MailBirdramon / Lord Bagra
- Juan Luis Rovira - Archelomon
- Sara Vivas - Chibitortomon
- Cristina Yuste - Pukamon
- José Escobosa - Gizamon
- Eduardo Bosch - Flymon
- David Blanco - Dorulumon
- Tania Ugía - Cutemon
- Juan Amador Pulido - Knightmon
- José Núñez - Bearmon
- Jorge Teixeira - Neptunemon
- Fran Jiménez - Meramon Azul
- Fernando Cabrera - Prairiemon
- Francisco Javier García Sáenz - Deputymon
- Sonia Vázquez - Laylamon
- Javier Lorca - Icedevimon
- Roberto Encinas - Octomon / Meramon Calavera
- Pedro Tena - Rey Whamon
- Héctor Garay - Volcanomon
- Alberto Domínguez - Meramon

Créditos Técnicos:
- Estudio de Doblaje: Televisión Española (TVE). Madrid, España
- Dirección de Doblaje: Roberto Cuenca Rodríguez JR
- Traducción: Luis Soldevila

## Banda sonora
Música de fondo
Compuesta por Kōsuke Yamashita
Opening 1 (1-30)
- "Never Give Up" (ネバギバ! Nebagiba!?)
  - Artista: Sonar Pocket
  - Letra: Sonar Pocket
  - Composición y arreglos: Yoshiyuki Kinoshita

Opening 2 (31-54)
- New World
  - Artista: Twill
  - Letra: kz (livetune)
  - Composición y arreglos: kz (livetune)

Opening 3 (55-79)
- STAND UP
  - Artista: Twill

Temas musicales
- "WE ARE Xros Heart" (WE ARE クロスハート! Wī Ā Kurosu Hāto?)
  - Letra: Sanjō Riku
  - Composición y arreglos: Kōsuke Yamashita
  - Artista: Kōji Wada

"Blazing Blue Flare"
- - Letra: Kagoshima Hiroaki
  - Composición y arreglos: Takatori Hideaki
  - Artista: Takatori Hideaki

- X4B THE GUARDIAN
  - Artista: Kōji Wada

- Sky-Dancing Hero! X5!
  - Artista: Kōji Wada

- DARK KNIGHT ~The Immortal Ruler~
  - Artista: Takayoshi Tanimoto

- Evolution and DigiXros Ver. TAIKI
  - Artista: Kōji Wada

- Evolution and DigiXros Ver. KIRIHA
  - Artista: Takayoshi Tanimoto

- We Are Xros Heart! (Ver. X7)
  - Artista: Kōji Wada, Takayoshi Tanimoto y Ayumi Miyazaki